# Taylor Fritz
Taylor Harry Fritz (* 28. Oktober 1997 in Rancho Santa Fe, Kalifornien) ist ein US-amerikanischer Tennisspieler.

## Leben

### Persönliches
Die Mutter von Taylor Fritz, Kathy May, war ebenfalls Tennisprofi.
Zwischen 2016 und 2019 war er verheiratet. Aus der Ehe stammt ein Sohn.

### Bis 2016: Juniorenkarriere und Anfänge bei den Profis
Taylor Fritz’ größter Erfolg seiner Juniorenkarriere war der Gewinn der Einzelkonkurrenz der US Open 2015. Er spielte Anfang seiner Karriere hauptsächlich auf der ATP Challenger Tour und der ITF Future Tour. Seinen ersten Challengertitel gewann er 2015 in Sacramento.
Sein Debüt im Einzel auf der ATP World Tour gab er im Juni 2015 bei den AEGON Open Nottingham, wo er eine Wildcard für das Hauptfeld erhielt. Er gewann seine Erstrundenpartie gegen Pablo Carreño Busta in zwei Sätzen, bevor er in der zweiten Runde an Feliciano López in ebenfalls zwei Sätzen scheiterte. Im Doppel hatte er zusammen mit Reilly Opelka bei den US Open im August 2015 sein Grand-Slam-Debüt. Dort verloren sie in der ersten Runde gegen Marcus Daniell und Jonathan Marray in drei Sätzen.
Mit einem weiteren Challenger-Turniersieg konnte Fritz noch vor seinem 18. Geburtstag erstmals unter die Top-250 der Weltrangliste vorstoßen; er wurde im Oktober 2015 an Position 232 der Weltrangliste geführt. Durch weitere gute Leistungen erreichte er im Januar erstmals eine Top-100-Platzierung und konnte bis Ende Februar sogar bis auf Platz 81 in der Weltrangliste vorrücken. Als jüngster Spieler innerhalb der Top 100 gewann er 2016 den ATP Star of Tomorrow Award, womit er Alexander Zverev ablöste, der im Vorjahr gewann.

### 2017–2021: Etablierung auf der ATP Tour und erster Titel
Zu Beginn der Saison 2017 war Fritz bei den beiden Masters in den USA erfolgreich. In Indian Wells gewann er in der zweiten Runde gegen den Weltranglisten-7. Marin Čilić und erreichte erstmals die dritte Runde eines Masters-Turniers, in Miami kam er in die zweite Runde. Bei den US Open erreichte er durch einen Dreisatzsieg gegen Marcos Baghdatis erstmals die zweite Runde eines Grand-Slam-Turniers, verlor dort aber in vier Sätzen gegen Dominic Thiem. Bei den ATP-250-Turnieren von Winston-Salem und Chengdu kam er zudem jeweils bis ins Viertelfinale.
2018 gewann Fritz zu Jahresbeginn das Challenger-Turnier von Newport Beach. In Indian Wells kam er erstmals ins Achtelfinale eines Masters-Turniers, in Houston stand er erstmals im Halbfinale eines ATP-250-Turniers. Bei den US Open erreichte er erstmals die dritte Runde eines Grand-Slam-Turniers, wie im Vorjahr schied er dann gegen Dominic Thiem aus. Ende des Jahres erreichte Fritz erstmals die Top 50 der Weltrangliste. 2019 stand Fritz dann bei allen vier Grand-Slam-Turnieren und allen neun Masters im Hauptfeld. Bei den Australian Open erreichte er die dritte Runde, wo er gegen Roger Federer unterlag. Eine Woche später konnte er seinen Challenger-Titel von Newport Beach erfolgreich verteidigen. Das erfolgreichste Masters-Turnier der Saison spielte er in Monte-Carlo, wo er gegen Novak Đoković in der dritten Runde unterlag. Beim ATP-250-Turnier von Eastbourne Ende Juni gewann Fritz als ungesetzter Spieler seinen ersten Titel auf der ATP Tour durch einen Finalsieg gegen Sam Querrey. Ende Juli erreichte er innerhalb von zwei Wochen auch in Atlanta und Los Cabos das Finale der dortigen Turniere. Dadurch konnte er sich erstmals in den Top 30 der Weltrangliste platzieren.
2019 debütierte Fritz für die US-amerikanische Davis-Cup-Mannschaft.
2020 erreichte Fritz bei allen drei ausgetragenen Grand-Slam-Turnieren die dritte Runde. Bei den Australian Open schied er zum dritten Mal bei einem Grand-Slam-Turnier gegen Dominic Thiem aus. Bei den US Open schlug er im vierten Satz gegen Denis Shapovalov zum Matchgewinn auf, verlor aber noch in fünf Sätzen gegen den Kanadier. Sein erfolgreichstes Turnier des Jahres war im Februar in Acapulco, wo er erstmals in seiner Karriere ein ATP-500-Finale erreichte und gegen Rafael Nadal unterlag. Die ganze Saison über konnte sich Fritz konstant in den Top 30 bzw. Top 40 der Weltrangliste halten. Auch 2021 spielte er stabil, er erreichte das Finale von St. Petersburg und beendete die Saison auf dem 23. Weltranglistenplatz.

### 2022: Erster Masters-Titel
2022 gewann er in Indian Wells seinen ersten Masters-1000-Titel, als er im Finale in zwei Sätzen Rafael Nadal besiegte.

## Erfolge
| Legende (Anzahl der Siege) |
| Grand Slam                 |
| ATP Finals                 |
| ATP Tour Masters 1000 (1)  |
| ATP Tour 500 (1)           |
| ATP Tour 250 (8)           |
| ATP Challenger Tour (5)    |

| ATP-Titel nach Belag |
| Hartplatz (5)        |
| Sand (0)             |
| Rasen (5)            |

### Einzel

#### Turniersiege

##### ATP Tour
| Nr. | Datum            | Turnier          | Belag     | Finalgegner       | Ergebnis        |
| --- | ---------------- | ---------------- | --------- | ----------------- | --------------- |
| 1.  | 29. Juni 2019    | Eastbourne (1)   | Rasen     | Sam Querrey       | 6:3, 6:4        |
| 2.  | 20. März 2022    | Indian Wells     | Hartplatz | Rafael Nadal      | 6:3, 7:65       |
| 3.  | 25. Juni 2022    | Eastbourne (2)   | Rasen     | Maxime Cressy     | 6:2, 6:74, 7:64 |
| 4.  | 9. Oktober 2022  | Tokio            | Hartplatz | Frances Tiafoe    | 7:63, 7:62      |
| 5.  | 19. Februar 2023 | Delray Beach (1) | Hartplatz | Miomir Kecmanović | 6:0, 5:7, 6:2   |
| 6.  | 30. Juli 2023    | Atlanta          | Hartplatz | Aleksandar Vukic  | 7:5, 6:75, 6:4  |
| 7.  | 19. Februar 2024 | Delray Beach (2) | Hartplatz | Tommy Paul        | 6:2, 6:3        |
| 8.  | 29. Juni 2024    | Eastbourne (3)   | Rasen     | Max Purcell       | 6:4, 6:3        |
| 9.  | 15. Juni 2025    | Stuttgart        | Rasen     | Alexander Zverev  | 6:3, 7:60       |
| 10. | 26. Juni 2025    | Eastbourne (4)   | Rasen     | Jenson Brooksby   | 7:5, 6:1        |

##### ATP Challenger Tour
| Nr. | Datum            | Turnier           | Belag     | Finalgegner     | Ergebnis      |
| --- | ---------------- | ----------------- | --------- | --------------- | ------------- |
| 1.  | 11. Oktober 2015 | Sacramento        | Hartplatz | Jared Donaldson | 6:4, 3:6, 6:4 |
| 2.  | 18. Oktober 2015 | Fairfield         | Hartplatz | Dustin Brown    | 6:3, 6:4      |
| 3.  | 10. Januar 2016  | Happy Valley      | Hartplatz | Dudi Sela       | 7:67, 6:2     |
| 4.  | 28. Januar 2018  | Newport Beach (1) | Hartplatz | Bradley Klahn   | 3:6, 7:5, 6:0 |
| 5.  | 27. Januar 2019  | Newport Beach (2) | Hartplatz | Brayden Schnur  | 7:67, 6:4     |

#### Finalteilnahmen
| Nr. | Datum             | Turnier        | Belag         | Finalgegner        | Ergebnis       |
| --- | ----------------- | -------------- | ------------- | ------------------ | -------------- |
| 1.  | 14. Februar 2016  | Memphis        | Hartplatz (i) | Kei Nishikori      | 4:6, 4:6       |
| 2.  | 28. Juli 2019     | Atlanta        | Hartplatz     | Alex de Minaur     | 3:6, 6:72      |
| 3.  | 4. August 2019    | Los Cabos      | Hartplatz     | Diego Schwartzman  | 6:76, 3:6      |
| 4.  | 29. Februar 2020  | Acapulco       | Hartplatz     | Rafael Nadal       | 3:6, 2:6       |
| 5.  | 31. Oktober 2021  | St. Petersburg | Hartplatz (i) | Marin Čilić        | 6:73, 6:4, 4:6 |
| 6.  | 21. April 2024    | München        | Sand          | Jan-Lennard Struff | 5:7, 3:6       |
| 7.  | 8. September 2024 | US Open        | Hartplatz     | Jannik Sinner      | 3:6, 4:6, 5:7  |
| 8.  | 17. November 2024 | Turin          | Hartplatz (i) | Jannik Sinner      | 4:6, 4:6       |

### Doppel

#### Finalteilnahmen
| Nr. | Datum            | Turnier    | Belag         | Partner            | Finalgegner                               | Ergebnis          |
| --- | ---------------- | ---------- | ------------- | ------------------ | ----------------------------------------- | ----------------- |
| 1.  | 5. August 2018   | Los Cabos  | Hartplatz     | Thanasi Kokkinakis | Marcelo Arévalo Miguel Ángel Reyes Varela | 4:6, 4:6          |
| 2.  | 27. Oktober 2019 | Basel      | Hartplatz (i) | Reilly Opelka      | Jean-Julien Rojer Horia Tecău             | 5:7, 3:6          |
| 3.  | 25. Juni 2023    | London (1) | Rasen         | Jiří Lehečka       | Ivan Dodig Austin Krajicek                | 4:6, 7:65, [3:10] |
| 4.  | 23. Juni 2024    | London (2) | Rasen         | Karen Chatschanow  | Neal Skupski Michael Venus                | 6:4, 6:75, [8:10] |

## Abschneiden bei Grand-Slam-Turnieren

### Herreneinzel
| Turnier         | 2014 | 2015 | 2016 | 2017 | 2018 | 2019 | 2020 | 2021 | 2022 | 2023 | 2024 | 2025 | Karriere |
| --------------- | ---- | ---- | ---- | ---- | ---- | ---- | ---- | ---- | ---- | ---- | ---- | ---- | -------- |
| Australian Open | —    | —    | 1    | 1    | Q2   | 3    | 3    | 3    | AF   | 2    | VF   | 3    | VF       |
| French Open     | —    | —    | 1    | —    | 1    | 2    | 3    | 2    | 2    | 3    | AF   | 1    | AF       |
| Wimbledon       | —    | —    | 1    | 1    | 2    | 2    |      | 3    | VF   | 2    | VF   | HF   | HF       |
| US Open         | Q1   | Q1   | 1    | 2    | 3    | 1    | 3    | 2    | 1    | VF   | F    |      | F        |

Zeichenerklärung: S = Turniersieg; F, HF, VF, AF = Einzug ins Finale / Halbfinale / Viertelfinale / Achtelfinale; 1, 2, 3 = Ausscheiden in der 1. / 2. / 3. Hauptrunde; Q1, Q2, Q3 = Ausscheiden in der 1. / 2. / 3. Qualifikationsrunde; nicht ausgetragen

### Junioreneinzel
| Turnier         | 2013 | 2014 | 2015 | Karriere |
| --------------- | ---- | ---- | ---- | -------- |
| Australian Open | —    | —    | VF   | VF       |
| French Open     | —    | 2    | F    | F        |
| Wimbledon       | —    | HF   | HF   | HF       |
| US Open         | 1    | AF   | S    | S        |

### Juniorendoppel
| Turnier         | 2013 | 2014 | 2015 | Karriere |
| --------------- | ---- | ---- | ---- | -------- |
| Australian Open | —    | —    | —    | —        |
| French Open     | —    | 1    | VF   | VF       |
| Wimbledon       | —    | 1    | HF   | HF       |
| US Open         | AF   | VF   | AF   | VF       |